# Mthethwa-Konföderation
Die Mthethwa-Konföderation war ein Stammesverband von über 30 Nguni-Stämmen. Sie entstand nach 1700 an der Delagoa-Bucht und dem Hinterland im heutigen Südafrika.
Um 1800 regierte Dingiswayo in der Nähe des Flusses Tugela. Er schloss ein Bündnis mit den Tsonga im Norden und begann Handel mit den Portugiesen in Mosambik. Um 1811 bildete die Mthethwa-Konföderation unter Dingiswayo die dominante Rolle in einer größeren Konföderation mit dem Stamm der Buthelezi, einem anderen Zulu-Stamm unter Senzangakhona und weitere Zulu-Stämmen. 1817 fiel Dingiswayo im Kampf gegen die Ndwandwe.
Shaka, der älteste und illegitime Sohn von Senzangakhona, war ein Offizier in der Mthethwa-Armee. In der Mfecane transformierte er die Föderation in das zentralisierte Zulu-Reich unter seiner Herrschaft.